# Borbánd

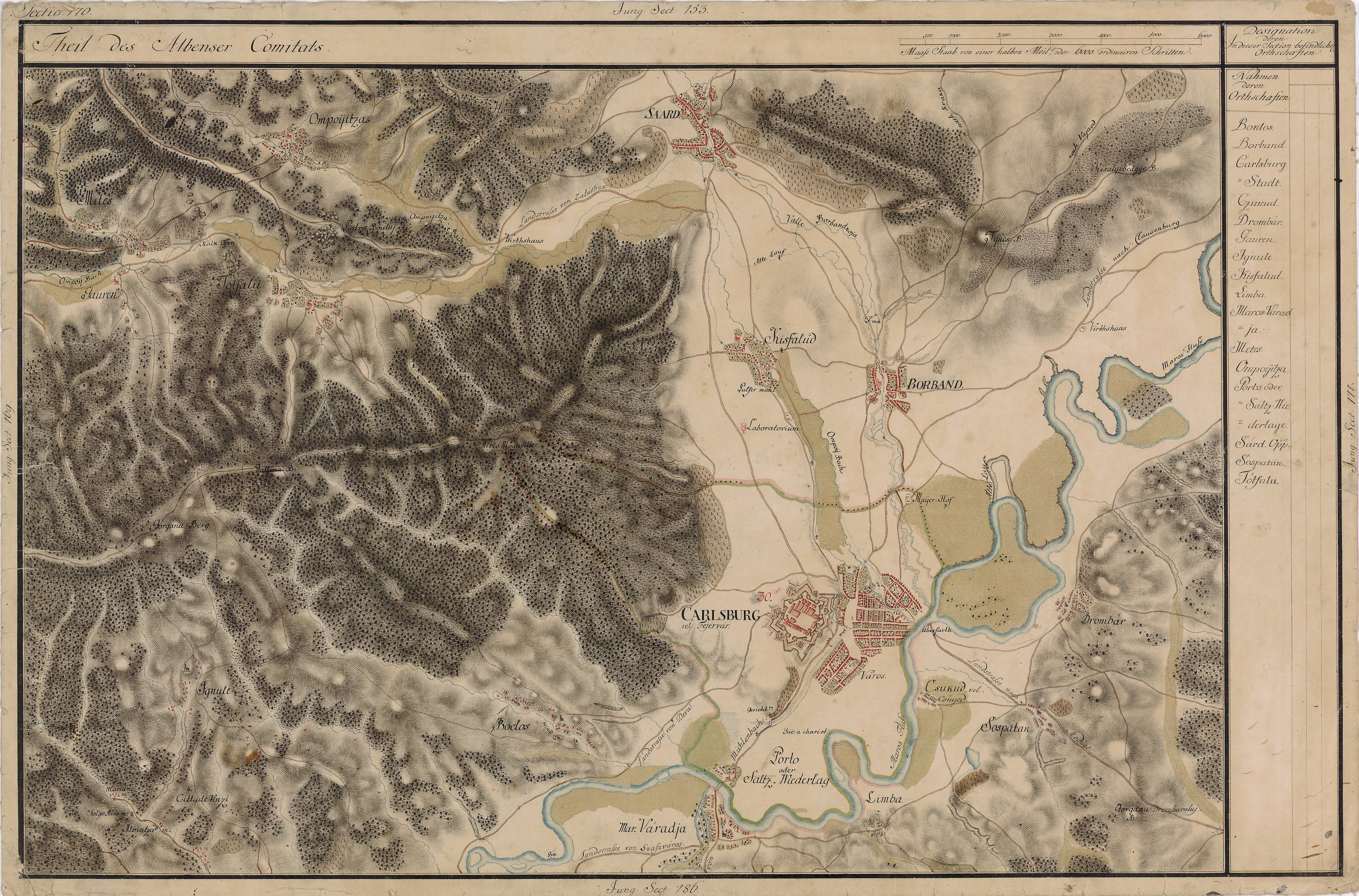
Borbánd környéke 1769-1773 között

Borbánd (románul: Bărăbanț, németül: Weindorf) falu Romániában, Fehér megyében. Gyulafehérvárhoz tartozik. Az Ompoly folyó halad át rajta.

## Története
A falu nevét a Brabantból jött telepesekről kapta, ezért feltételezik, hogy a falu 1050–1150 között létesült. Első említése azonban csak 1299-ből maradt fenn  Borbanth alakban. Utóbbi névváltozatai villa Barbantina, Barbantino, illetve Barbantina. 1302-ben már plébániatemploma volt.

## Népessége
1850-ben 749 lakosából 460 román és 254 magyar volt. 1900-ban az 1211 lakosból 1079 volt román, 81 magyar. 2002-ben a 2372 lakosból 2125 román, 47 magyar volt. A felekezet szerinti megoszlás 2002-ben: 1782 görögkeleti, 304 római katolikus, 135 pünkösdista, 94 görögkatolikus, 13 református, 10 baptista.

## Látnivalók
A tatárjárás előtt épült római katolikus temploma 1277-ben elpusztult, de még a 13. század vége előtt újjáépítették. Eredetileg román stílusú, egyszerű lapos mennyezetű bazilikatemplom volt, ebből az északi falon még láthatóak a félköríves ablakok. A szentély keresztboltozata, gyámkövei, záróköve, lőréses ablakai, illetve a két megmaradt oszlopfő a 13. századi újjáépítéskor készültek. A déli és nyugati ajtókeretek 15. századiak. A Mózes-alak vállán álló szószék a 16. századból való. Az egykori kőkerítésből csak a kaputorony maradt meg. A templom kőkertjében álló barokk Nepomuki Szent János szobor, amely 1936-ban Gyulafehérvárról került át, valószínűleg valamelyik kolozsvári mester, Johannes König vagy Anton Schuchbauer vagy tanítványuk műve.